# Exitianus spinosus
Exitianus spinosus är en insektsart som beskrevs av Keti Maria Rocha Zanol 1987. Exitianus spinosus ingår i släktet Exitianus och familjen dvärgstritar. Inga underarter finns listade i Catalogue of Life.